# Miroslav Jurek
Miroslav Jurek (28. října 1935 Boskovice – 30. září 2018[zdroj⁠?!] Uherské Hradiště[zdroj⁠?!]) byl československý atlet, běžec, který se specializoval na střední a dlouhé tratě.

## Kariéra
S atletikou začínal v oddíle Spartak Uherské Hradiště (1952–1954), poté RH Praha (1955–1956), Jiskra Gottwaldov (1958), Spartak ZJŠ Brno (1958–1959) a opět Spartak Uherské Hradiště (1960–1964).
Specializoval se na trať 5000 metrů. Dvakrát v této disciplíně startoval na mistrovství Evropy – v roce 1958 doběhl sedmý, v roce 1962 dvanáctý. Zúčastnil se olympijských her v Římě v roce 1960. Startoval v rozběhu na 5000 metrů, ve kterém doběhl pátý. 
Celkem šestkrát (v letech 1957 až 1962) se stal mistrem republiky na pětikilometrové trati. V roce 1958 překonal československý rekord Emila Zátopka na této trati časem 13:52,2.